# پنج فوت جدا
پنج قدم فاصله (انگلیسی: Five Feet Apart) یک فیلم در ژانر درام و رمانتیک و احساسی است که در سال ۲۰۱۹ منتشر شد. از بازیگران آن می‌توان به کول میچل اسپراوس و هالی لو ریچاردسون اشاره کرد. نویسنده کتاب راچل لیپینکات است.
همچنین میکی دگتری و توبیاس ایکونیس در نوشتن داستان و فیلمنامه یاری کرده‌اند.

## بازیگران
| بازیگر              | نقش         |
| ------------------- | ----------- |
| هیلی ریچاردسون      | استلا گرانت |
| کول اسپراوس         | ویل نیومن   |
| مویسس آریاس         | پو رامیرز   |
| کیمبرلی هبرت گرگوری | باربارا     |
| امیلی بالدنی        | جولی        |
| سوفیا برنارد        | آبی گرانت   |
| پارمیندر ناگرا      | حمید        |
| کلر فورلانی         | مردیث نیومن |
| سینتیا آوانس        | ارین گرنت   |
| گری ویکس            | تام گرانت   |
| برت استین جانسون    | جیسون       |

## خلاصه داستان
داستان دو نوجوان ۱۷ و ۱۸ ساله به نام استلا و ویل را روایت می‌کند که آنها به بیماری نادر فیبروز سیستیک مبتلا هستند. همچنین ویل به بیماری سپاسیا بورخلدریا هم مبتلاست. این بیماری موجب می‌شود که این دو همیشه فاصله ایمنی را رعایت کنند و  استلا به درمان ویل کمک می‌کند و....